# قياس الجليد البحري
قياس الجليد البحري (بالإنجليزية: Measurement of sea ice)‏، مهم لسلامة الملاحة ولرصد البيئة، ولا سيما المناخ. يتفاعل مدى الجليد البحري مع الأنماط المناخية الكبيرة مثل تذبذب شمال الأطلسي والتذبذب الأطلسي متعدد العقود، على سبيل المثال لا الحصر، ويؤثر على المناخ في بقية أنحاء العالم. كانت كمية تغطية الجليد البحري في القطب الشمالي موضع إهتمام لعدة قرون، حيث كان الممر الشمالي الغربي ذا أهمية كبيرة للتجارة والملاحة البحرية.
هناك تاريخ طويل من السجلات والقياسات لبعض تأثيرات إمتداد الجليد البحري، لكن القياسات الشاملة كانت قليلة حتى الخمسينيات من القرن الماضي وبدأت مع عصر القمر الصناعي في أواخر السبعينيات. تتضمن السجلات المباشرة الحديثة بيانات حول مدى الجليد، ومنطقة الجليد، والتركيز، والسمك، وعمر الجليد. تظهر الإتجاهات الحالية في السجلات إنخفاضًا كبيرًا في الجليد البحري في نصف الكرة الشمالي وزيادة صغيرة ولكن ذات دلالة إحصائية في الجليد البحري في نصف الكرة الجنوبي الشتوي.
علاوة على ذلك، يشتمل البحث الحالي ويؤسس مجموعات واسعة من السجلات التاريخية لعدة قرون للجليد البحري في القطب الشمالي وشبه القطب الشمالي وإستخداماته، من بين أمور أخرى سجلات الجليد البحري عالية الدقة بالوكالة القديمة. يعد الجليد البحري في القطب الشمالي مكونًا ديناميكيًا للنظام المناخي ويرتبط بتقلب الأطلسي متعدد العقود والمناخ التاريخي على مدى عقود مختلفة. توجد تغيرات دائرية في أنماط الجليد البحري ولكن حتى الآن لا توجد أنماط واضحة تستند إلى تنبؤات النمذجة.